# Gerd Focke
Gerd Focke (* 7. April 1927 in Leipzig; † 3. April 2016 Halle (Saale)), Pseudonym Jens Simon, war ein deutscher Dramaturg, Regisseur, Schriftsteller und Schauspieler.

## Leben
Focke absolvierte die Oberschule und machte dann eine kaufmännische Lehre. Nach dem Zweiten Weltkrieg besuchte er die Schauspielschule, arbeitete am Theater der Jungen Welt als Schauspieler und beim Mitteldeutschen Rundfunk als Sprecher. Infolge eines Bühnenunfalls musste er das Schauspielen aufgeben. Er wurde Dramaturgie-Assistent und schließlich Dramaturg in Leipzig, Nordhausen und, von 1964 bis 1990, in Halle (Saale).
Im Studio Halle des Deutschen Fernsehfunks, für den er seit 1955 arbeitete, trat er vor allem als (Mit-)Begründer des Fernsehtheaters Moritzburg und als dessen langjähriger Leiter hervor. Darüber hinaus war Focke seit 1950 als Schriftsteller und von 1963 bis 1990 auch als Film-, Fernseh- und Theaterkritiker der Bezirkszeitung Die Freiheit präsent.
Focke lebte bis zu seinem Tod in Halle (Saale) und hinterließ zwei Söhne. Seine Urne wurde auf dem Evangelisch-lutherischen Friedhof im Leipziger Stadtteil Connewitz beigesetzt.

## Werke (Auswahl)

### Bühnenstücke
- Sie tragen wieder Ritterkreuze (1954)
- Gefährliches Schweigen (1959)
- Skandal um Meegeren (1960)
- Weißt du, wo du zu Hause bist? (1963)
- Peter und der Roboter (Puppenspiel, 1964)
- Bob fährt nach Afrika (Puppenspiel, 1967)
- Fronten (1968)
- Stachelbauch der Erste (satirisches Puppenspiel, 1969)
- Fünfmal die Drei (1974)
- Der Rotbart (1977)
- Rinaldo Rinaldini – der korsische Wolf (nach Christian August Vulpius, 1984)
- Der tolle Ferdinand (1987)
- Nachtgestalten (1987)

### Kinderhörspiele
- Oljas große Tat (1953)
- Catalin mit den Goldlocken (1954)
- Wir schweigen nicht (1955)
- Verfasser unbekannt (1956)
- In tyrannos (1956)
- Die Neuberin (1957)
- Der weite Weg (1957)
- Karl Brinkmann (4 Teile; 1958)
- Isa und Wolfried (1958)
- Um Deutschland geht’s (1959)

### Kriminalhörspiele unter dem Pseudonym Jens Simon
- Redaktionsschluss (1979)
- Tee für Inspektor Whitechappel (1980)
- Kondolenzbesuch (1983)
- Spätes Rendezvous (1985)
- Gangster und Ganoven (1985)
- Das Double (1986)
- Im Schatten der Eiche (1989)

### Fernsehdramatik
- Skandal in Amsterdam (1959)
- Der Henker richtet (Ein Geschwister-Scholl-Fernsehspiel, 1960)
- Der beste Vater der Welt (1965)
- Die falsche Fährte (1965)
- Harras, der Polizeihund (1966)
- Disput nach Mitternacht (1967)
- Aufenthalt (1968)
- Geschäft um einen Toten (nach Paul Berndt, 1968)
- Signal auf Rot (1968)
- Abendbesuch (nach Otto Gotsche, 1968)
- Abseits der großen Straßen (1969)
- Der große Coup des Waldi P. (1973)
- Ein Berg Abwasch (mit Paul Herbert Freyer, 1975)
- Gefrühstückt wird um acht (1978)
- Liebe, Schminke und Intrigen (Schauspielereien, 1978)
- Ein total verrückter Einfall (nach Carl Laufs, 1981)
- Immer dasselbe Lied (Schauspielereien, 1987)